# Bhisho
Bhisho é a capital da província sul-africana do Cabo Oriental e antes da reestruturação administrativa do país, em 1994, era igualmente capital do bantustão de Ciskei.
A palavra bhisho significa búfalo em língua xossa e dá igualmente nome ao rio que atravessa esta cidade.